# 斯托通尼亞 (亞利桑那州)
斯托通尼克村（英語：Stotonic Village）是位於美國亞利桑那州皮納爾縣的一個人口普查指定地區。根據2010年美國人口普查，該地人口為659人，而該地的面積約為12.83平方千米。

## 地理
斯托通尼克村的座標為33°09′10″N 111°49′00″W / 33.15278°N 111.81667°W，而該地最高點為海拔高度713米（即2340英尺）。